# Evert Jan Baerends
Evert Jan Baerends (* 17. September 1945 in Voorst) ist ein niederländischer theoretischer Chemiker (Quantenchemie).

## Leben
Er promovierte 1975 an der Vrije Universiteit Amsterdam (Freie Universität Amsterdam) bei Pieter Ros, wo er später eine Professur für Theoretische Chemie innehatte.
Er ist bekannt für Beiträge zur Dichtefunktionaltheorie (DFT), insbesondere der Entwicklung des Amsterdam Density Functional (ADF). Das Softwarepaket wurde ab den 1970er Jahren von der Gruppe von Baerends und von der von Tom Ziegler in Kanada entwickelt, ab 1995 von dem Spin-off der Baerends-Gruppe Scientific Computing & Modelling (SCM). Es wurde ab 2010 auch über DFT hinaus erweitert.
Er behandelte auch relativistische Effekte in der DFT, Chemisorption, die allgemeine Natur der chemischen Bindung (relative Rolle von kinetischer Energie und Pauli-Prinzip bei Bindung von Metall-Liganden und Molekülen an Oberflächen), Probleme in der metallorganischen Chemie (wie Ladungstransfer- und Ligandenfeldanregung in der metallorganischen Photochemie), Antwortfunktionen von Molekülen mit zeitabhängige DFT.
2010 erhielt er die Schrödinger Medal. Er ist Mitglied der International Academy of Quantum Molecular Science und der Königlich Niederländischen Akademie der Wissenschaften (2004).
Nach seiner Emeritierung lehrte er an der Pohang University of Science and Technology in Südkorea.

## Schriften
- mit G. Te Velde, F. Matthias Bickelhaupt, C. Fonseca Guerra, Stan J.A. van Gisbergen, Jaap G. Snijders, Tom Ziegler: Chemistry with ADF, Journal of Computational Chemistry, Band  22, 2001, S. 931–967 (Die Arbeit ist ein Citation Classic)
- mit D. E. Ellis, P. Ros: Self-consistent molecular Hartree—Fock—Slater calculations I. The computational procedure, Chemical Physics, Band 2, 1973, S. 41–51
- mit C.F. Guerra, J.G. Snijders, G. te Velde: Towards an order-N DFT method, Theoretical Chemistry Accounts, Band 99, 1998, S. 391–403
- mit E. Lenthe, S. G. Snijders: Relativistic regular two-component Hamiltonians, Journal of Chemical Physics, Band 99, 1993, S. 4597–4610
- mit G. Te Velde: Numerical integration for polyatomic systems, Journal of Computational Physics, Band 99, 1981, S. 84–98
- mit E. van Lenthe, J. G. Snijders: Relativistic total energy using regular approximations, Journal of Chemical Physics, Band 101, 1994, S. 9783–9792
- mit E. van Lenthe, A. Ehlers: Geometry optimizations in the zero order regular approximation for relativistic effects, Journal of Chemical Physics, Band 110, 1999, S. 8943–8953
- mit E. van Lenthe, J. G. Snijders: The zero-order regular approximation for relativistic effects: The effect of spin–orbit coupling in closed shell molecules, J. of Chemical Physics, Band 106, 1996, S. 6505–6516
- mit R. Van Leeuwen: Exchange-correlation potential with correct asymptotic behavior, Physical Review A, Band 49, 1994, S. 2421
- mit F. M. Bickelhaupt: Kohn-Sham Density Functional Theory: Predicting and Understanding Chemistry, Reviews in Computational Chemistry, Band 15, 2007, S. 1–86